# Якими ми були
«Яки ми були» (англ. The Way We Were) — американська романтична драма 1973 року режисера Сіднея Поллака з Барброю Стрейзанд і Робертом Редфордом у головних ролях. Артур Лоранс написав і роман, і сценарій, засновані на його студентських днях у Корнельському університеті та його досвіді роботи з Комітетом Палати представників проти Америки.
Успішний у прокаті, фільм був номінований на кілька нагород і отримав премію «Оскар» за найкращу оригінальну драматичну музику та найкращу оригінальну пісню за саундтрек «The Way We Were». Фільм посів шосте місце у рейтингу 100 найкращих американських фільмів про кохання за 100 років за версією AFI. «Якими ми були» вважається одним з найкращих романтичних фільмів.
Альбом саундтреків став золотим і потрапив до топ-20 чарту Billboard 200, а заголовна пісня стала золотим синглом, очоливши Billboard Hot 100 і розійшовшись накладом понад два мільйони копій. Billboard назвав «The Way We Were» поп-хітом номер 1 1974 року. У 1998 році пісня була включена до Зали слави «Греммі» і посіла восьме місце у списку 100 найкращих пісень за версією Американського інституту кіномистецтва… 100 Songs списку найкращих мелодій американського кінематографу 2004 року. Вона також увійшла до списку «Пісні століття» за версією Американської асоціації звукозаписної індустрії та Національного фонду мистецтв.

## Сюжет
Це історія Кеті Мороскі та Хаббела Гардінера, розказана частково у формі спогадів. Їхні відмінності величезні: вона — яскраво виражена єврейка-марксистка з сильними антивоєнними поглядами, а він — безтурботний білий англосаксонський протестант без особливих політичних уподобань. Під час навчання в одному коледжі її приваблює його хлоп'яча зовнішність і природний хист до письма, який вона вважає захоплюючим, хоча він не надто старається над цим. Він заінтригований її переконаннями та рішучістю переконати інших долучатися до суспільних справ. Їхній потяг очевидний, але жоден з них не діє, і вони втрачають зв'язок після закінчення школи.
Вони знову зустрічаються наприкінці Другої світової війни, коли Кеті працює на радіостанції, а Хаббелл, який служив морським офіцером у південній частині Тихого океану, намагається повернутися до цивільного життя. Вони закохуються, незважаючи на різницю в їхньому досвіді та темпераментах. Однак незабаром Кеті обурюють цинічні жарти друзів Хаббела з приводу смерті президента Франкліна Д. Рузвельта, і вона не може зрозуміти його байдужість до їхньої нечутливості та поверхневого відсторонення від політичної діяльності. Водночас його спокій порушують її відсутність світської витонченості та поляризаційні пози. Хаббелл пориває з Кеті, але невдовзі погоджується налагодити стосунки, принаймні на деякий час.
Коли Хаббеллу пропонують екранізувати свій роман, Кеті вважає, що він марнує свій талант, і заохочує його натомість зайнятися письменництвом як серйозним викликом. Незважаючи на зростаюче розчарування, вони переїжджають до Каліфорнії, де він без особливих зусиль стає успішним сценаристом, а подружжя насолоджується заможним життям. Коли чорний список Голлівуду розростається, а маккартизм починає зазіхати на їхнє життя, політична активність Кеті відроджується, ставлячи під загрозу становище і репутацію Хаббела.
Хаббела відштовхує постійна різкість Кеті, і, хоча вона вагітна, він підтримує зв'язок з Керол Енн, своєю подругою з коледжу і розлученою з Джей-Джеєм, його найкращим другом. Однак після народження дитини Кеті і Хаббелл вирішують розлучитися, оскільки вона нарешті розуміє, що він не той чоловік, якого вона ідеалізувала, закохавшись у нього, і що він завжди обиратиме найлегший вихід, чи то зрада у стосунках, чи то написання передбачуваних історій для комедійних серіалів. Хаббел, зі свого боку, виснажений, не в змозі жити на п'єдесталі, який Кеті спорудила для нього, і стикається з її розчаруванням у своєму рішенні скомпрометувати свій потенціал.
Роки потому, після розлучення, Кеті та Хаббелл випадково зустрічаються перед готелем «Плаза» в Нью-Йорку. Хаббелл зі стильною вродливою жінкою. Він пише сценарій для неназваного телевізійного шоу. Кеті знову вийшла заміж. Кеті запрошує Хаббела та його подругу випити, але він відмовляється. Хаббелл розпитує про їхню доньку Рейчел і про те, чи є новий чоловік Кейті хорошим батьком для неї. Він бере листівку «Заборонити бомбу» і каже: «Побачимося, дитино», а потім повертається до таксі, що чекає на нього.
Кеті залишилася вірною тому, ким вона є; листівки в руках, вона зараз агітує за «Заборонити бомбу», її нову політичну справу.
Стосунки Кеті та Хаббелла залишилися далеко позаду, і все, що зараз об'єднує їх (окрім доньки), — це пам'ять про те, якими вони були.

## Актори

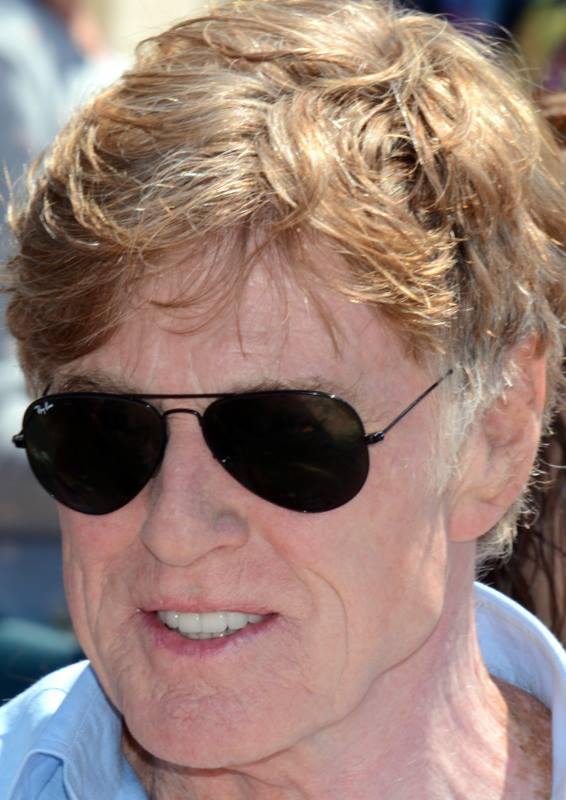
Роберт Редфод

- Роберт РедфодБарбра Стрейзанд у ролі Katie Morosky

- Роберт Редфорд у ролі Hubbell Gardiner
- Бредфорд Діллман у ролі J.J.
- Лоїс Чайлз у ролі Carol Ann
- Патрік О'Ніл у ролі George Bissinger
- Вівека Ліндфорс у ролі Paula Reisner
- Allyn Ann McLerie as Rhea Edwards
- Murray Hamilton as Brooks Carpenter
- Herb Edelman as Bill Verso
- Diana Ewing as Vicki Bissinger
- Sally Kirkland as Pony Dunbar
- Джордж Гейнз у ролі El Morocco Captain
- James Woods as Frankie McVeigh
- Susan Blakely as Judianne

## Виробництво
У 1937 році, будучи студентом Корнельського університету, Артур Лоранс познайомився з політичною діяльністю студентом, який став моделлю для Кеті Мороскі, члена Союзу молодих комуністів і відвертого противника Франсіско Франко та його спроб взяти під контроль Іспанію через громадянська війна в Іспанії . Вогненна радикальна студмістечка організовувала мітинги та мирний страйк, і пам'ять про її запал залишалася в Лоранс ще довго після того, як вони втратили зв'язок.
Лоранс вирішив розробити історію зі схожим персонажем у центрі, але не знав, які ще елементи додати. Він згадав інструктора з творчого письма на ім'я Роберт Е. Шорт, який відчув, що має добрий слух до діалогу, і заохочував його писати п'єси. Його першим бажанням було створити кризу між його головною дівчиною та її професором коледжу, але він вирішив, що її пристрастю повинна бути політика, а не письменництво. Вийшов персонаж чоловічої статі, який уміло володів словами, але не мав сильного бажання будувати кар'єру, використовуючи їх.
Через власне походження Лоранс вважав, що для його героїні важливо бути єврейкою та розділяти його обурення несправедливістю. Він також вважав, що настав час для головного голлівудського фільму з'явитися єврейська героїня, і оскільки Барбра Стрейзанд була найвідомішою єврейською зіркою індустрії, він написав для неї роль Кеті Мороскі. Лоранс був знайомий зі Стрейзанд деякий час, коли в 1962 році взяв її на роль у своєму бродвейському мюзиклі «Я можу отримати це вам оптом» . Хаббелл Гардінер, спочатку другорядний персонаж, був створений з кількох людей, яких знав Лоранс. Першу назву було запозичено у продюсера телевізійного телепродюсера Хаббелла Робінсона, який найняв Лоренса для написання епізоду ABC Stage 67 . Зовнішність і особистість прийшли з двох першоджерел — письменника Пітера Віртеля та людини, яку Лоранс називав лише «Тоні Блакитнооким», знайомого, який надихнув сцену, де вчитель творчого письма читає оповідання Хаббелла своєму класу.
Лоранс написав довгу обробку для Рея Старка, який прочитав її під час трансконтинентального рейсу та подзвонив сценаристу, коли той прибув до Лос-Анджелеса, щоб дати дозвіл на проект. Лоранс був вражений «Вони стріляють у коней, чи не так?» і запропонував режисером Сідні Поллак . Стрейзанд був вражений тим, що він навчався у Санфорда Мейснера в Neighborhood Playhouse на Манхеттені, і підтримав вибір. Старк був менш захоплений, але погодився, тому що Поллак запевнив його, що може поставити Роберта Редфорда на роль Хаббелла, яку Лоранс написав з урахуванням Раяна О'Ніла . Роман О'Ніла зі Стрейзанд підійшов до кінця, і Старк хотів уникнути конфліктів між головними ролями.
Зрештою Лоран пошкодував, що рекомендував Поллака. Режисер вимагав прирівняти роль Хаббелл до ролі Кеті і під час зйомок з незрозумілих причин не тримав Лоранта в Редфорді. Те, що мало стати остаточним проектом сценарію, було написано Лорентом і Поллаком у кондомініумі Старка в Сан-Веллі, штат Айдахо. Лоранс, наляканий тим, що після завершення його роботи залишилося дуже мало, залишив проект. З часом 11 сценаристів, у тому числі Далтон Трамбо, Елвін Сарджент, Педді Чаєфскі та Герб Гарднер, брали участь у написанні сценарію. Кінцевим результатом стала спотворена історія, наповнена дірами, що не сподобалося ні Стрейзанд, ні Редфорду. Лоранта попросили повернутися, і він зробив це лише після того, як вимагав і отримав непомірну суму грошей.
Оскільки дата початку фільму була відкладена, оскільки він зазнав численних переписів, Корнелл був втрачений як місце зйомок , як і коледж Вільямса, де 10 років тому був написаний роман «Випускник» . Натомість використовувався Юніон-коледж у Скенектаді, штат Нью-Йорк. Інші місця включали село Болстон Спа в північній частині штату Нью-Йорк; Центральний парк ; пляж у Малібу, Каліфорнія; і Union Station у Лос-Анджелесі, останній для сцени, яку Лорант вважав абсурдною, і безуспішно намагався її видалити.
Лоранс був в жаху, коли побачив першу копію фільму. Він думав, що в ньому було кілька хороших сцен і кілька хороших моментів у поганих сценах, але загалом він вважав, що це погано сфотографований, переплутаний безлад, якому бракує зв'язності. Здавалося, що обидві зірки частіше грали самих себе, ніж своїх персонажів, і Стрейзанд часто використовувала великий акцент, який Лорант відчував, що зашкодив її грі. Поллак визнав, що фільм був поганим, взяв на себе повну відповідальність за проблеми та вибачився за свою поведінку. Наступного дня він пішов до монтажної, щоб якомога більше покращити його. Лоранс відчув, що зміни зробили його кращим, але ніколи не таким, як могло бути.
Через десять років після виходу фільму Редфорд, помирившись із Лорансом, зв'язався з ним, щоб обговорити можливість співпраці над новим проектом, і врешті-решт вони зупинилися на продовженні «The Way We Were» . У ньому Хаббелл і його дочка, така радикальна, як Кеті, зустрінуться, але не знають про їхні стосунки, і виникнуть ускладнення. Обидва погодилися, що не хочуть, щоб Поллак був частиною рівняння. Лоранс надіслав Редфорду завершений сценарій, але, окрім отримання короткої записки, в якій підтверджувалося, що актор отримав його та з нетерпінням чекав його прочитання, він більше не отримував від нього жодної чутки. У 1982 році Поллак звернувся до Лоранса щодо продовження, яке запропонував Старк, але після їх початкової дискусії нічого не вийшло. У 1996 році Стрейзанд натрапила на сиквел, написаний Лорансом, і вирішила, що хоче його продюсувати та режисерувати, а також зіграти разом із Редфордом, але не хотіла працювати зі Старком. Лоранс вважав, що сценарій був не таким хорошим, як він пам'ятав, і погодився переписати його, коли Старк погодився продати права на персонажів та їх історію Стрейзанд. Знову нічого не сталося. Наступного року Старк запитав Лоренса, чи не зацікавлений він в адаптації оригінального фільму для сценічного мюзиклу з Кеті Лі Гіффорд у головній ролі. Лоранс відмовився, і будь-які нові проекти, пов'язані з фільмом, були в підвішеному стані.

## Саундтрек
Музику до «The Way We Were» написав Марвін Хемліш (Marvin Hamlisch). У січні 1974 року був випущений альбом саундтреків, який мав великий успіх. На момент першого випуску альбом досяг 20 місця в Billboard 200 . 19 жовтня 1993 року він був перевиданий на CD компанією Sony . Він включає виконання Стрейзанд пісні «The Way We Were», яка на момент виходу фільму мала комерційний успіх і її перший сингл номер один у Сполучених Штатах. У листопаді 1973 року він увійшов до Billboard Hot 100 і протримався в чартах протягом 23 тижнів, зрештою було продано понад мільйон копій і був номером один протягом трьох непослідовних тижнів у лютому 1974 року. У рейтингу Adult Contemporary це був другий найпопулярніший хіт Стрейзанд після «Людей» десятиліттям раніше. Це був заголовний трек альбому Стрейзанд, який посів перше місце.

## Сприйняття
У Північній Америці фільм мав величезний комерційний успіх, зібравши 49 919 870 доларів. Це був п'ятий найкасовіший фільм року, який заробив приблизно 10 мільйонів доларів США в прокаті в Північній Америці в 1973 році і загалом 22 457 000 доларів США в кінотеатрах.

### Критичні відгуки
The Way We Were був включений до десяти найкращих фільмів 1973 року за версією Національної ради рецензій. Роджер Еберт з Chicago Sun-Times дав фільму три зірки з чотирьох і назвав його «по суті просто історією кохання, і недостатньо міцною, щоб витримати тягар як радикальної політики, так і гірко-солодкого кінця». Він додав: «Легко пробачити фільму багато чого через Стрейзанд. Вона фантастична. Вона є найяскравішою та найшвидшою жінкою у кіно сьогодні, вона наповнює своїх героїв шаленою енергією та водночас здатна бути зворушливо вразливою. . . Персонаж Редфорда, мабуть, реакція на неминучу гру Стрейзанд, пасивний і позбавлений граней. Основна мета персонажа — забезпечити когось, у чиє життя Стрейзанд зможе увійти, а потім залишити. Це якось невдячно, але Редфорд справляється з цим добре». Далі Еберт додав: «Натомість незрозумілим чином фільм раптово й неймовірно розлюбив їх — і вони розлучилися, нічого не вирішивши, зокрема сюжету». Джин Сіскел з Chicago Tribune дав фільму дві з половиною зірки з чотирьох і написав, що «зі Стрейзанд як інтелектуальним рупором фільму — і слухайте, як співачка, благослови її Бог — немає жодного способу, щоб фільм ідеї будуть виглядати як завгодно, але не як заступницькі та з відтінком комізму».
У своїй рецензії Полін Кейл зазначила, що «вирішальна зміна в житті героїв, яка залежить від історії, відбувається раптово і навряд чи має сенс». Вона була не єдиним критиком, який ставив під сумнів прогалину в сюжеті. Про сцену в лікарні невдовзі після того, як Кеті народжує, і вони розлучаються на невизначений термін, Моллі Хаскелл написала: «Здається, вона знає про це все, але це стало для мене повним шоком». Неакуратний монтаж викривали й іншими способами. У своїй рецензії критик Джон Саймон написав: «Деякі речі, я вважаю, ніколи не змінюються, як-от краватка, яку носить Редфорд у двох сценах, які відбуваються з різницею в багато років». 
Variety назвав його «розтягнутою, балакучою, надлишковою та примхливою мелодрамою» та додав, «але Роберту Редфорду надто мало над чим попрацювати в сценарії», а також: «Надмірний акцент на Стрейзанд робить фільм лише одним із тих засобів Стрейзанд, де жодні інші елементи ніколи не отримують шансу». Time Out London зауважив: «[С]ценарій прикрашає цілі сфери протистояння (від комуністичних 30-х років до полювання на відьом Маккарті), він часто переходить у серпанок ностальгічного параду моди. Хоча звільнена єврейська жінка Стрейзанд неправдоподібна та підкреслює період, що відбувається як просто одягання, персонаж Фіцджеральда Редфорда… є інтригуючим трейлером для його пізнішого Великого Гетсбі . Це виконання, яке надає фільму більшої ваги, ніж він того заслуговує, часто натякаючи на глибини, які нарешті пройшли».
Навпаки, TV Guide нагородив фільм трьома з чотирьох зірок, назвавши його «захоплюючим, хоча інколи смішним, сльозливим хітом» і «чудовим романтичним романом».
Станом на січень 2023 року фільм отримав рейтинг 64 % на Rotten Tomatoes на основі 33 рецензій. Консенсус стверджує: «The Way We Were» недостатньо політично конфронтаційний, щоб його історія про ідеологічні протилежності, які закохуються, була справжньою, але сяюча зіркова сила Барбри Стрейзанд і Роберта Редфорда надає цій мелодрамі романтичного підйому".

### Нагороди та номінації
| Нагорода                                | Категорія                                                                         | Номінант(и)                                                                                | Результат  | посилання |
| --------------------------------------- | --------------------------------------------------------------------------------- | ------------------------------------------------------------------------------------------ | ---------- | --------- |
| Нагороди Академії                       | Найкраща жіноча роль                                                              | Барбра Стрейзанд                                                                           | Номінація  | [ 23 ]    |
| Нагороди Академії                       | Кращий арт-постановник                                                            | Художнє керівництво: Стівен Б. Граймс ; Декорація: Вільям Кірнан                           | Номінація  | [ 23 ]    |
| Нагороди Академії                       | Найкраща операторська робота                                                      | Гаррі Стредлінг мол.                                                                       | Номінація  | [ 23 ]    |
| Нагороди Академії                       | Кращий дизайн костюмів                                                            | Дороті Джекінс і Мосс Мабрі                                                                | Номінація  | [ 23 ]    |
| Нагороди Академії                       | Найкраща оригінальна драматична музика                                            | Марвін Хамліш                                                                              | Перемога   | [ 23 ]    |
| Нагороди Академії                       | Найкраща пісня                                                                    | «Які ми були» Музика Марвіна Хемліша; Слова Алана і Мерилін Бергман                        | Перемога   | [ 23 ]    |
| ASCAP Film and Television Music Awards  | Стандарти повнометражних фільмів, які найчастіше показуються на телебаченні       | «Які ми були» Музика Марвіна Хемліша; Слова Алана і Мерилін Бергман                        | Перемога   |           |
| Британська кіноакадемія                 | Найкраща актриса в головній ролі                                                  | Барбра Стрейзанд                                                                           | Номінація  | [ 24 ]    |
| Премія Давида ді Донателло              | Найкраща іноземна актриса                                                         | Барбра Стрейзанд                                                                           | Перемога   | [ 25 ]    |
| Золотий глобус                          | Найкраща актриса у фільмі — драма                                                 | Барбра Стрейзанд                                                                           | Номінація  | [ 26 ]    |
| Золотий глобус                          | Найкраща оригінальна пісня — фільм                                                | «Якими ми були» Музика Марвіна Хемліша; Слова Алана і Мерилін Бергман                      | Перемога   | [ 26 ]    |
| Нагороди Греммі                         | Пісня року                                                                        | «Якими ми були» Алан Бергман, Мерилін Бергман і Марвін Хемліш                              | Перемога   | [ 27 ]    |
| Нагороди Греммі                         | Альбом із найкращою оригінальною музикою, написаною для кінофільму чи телесеріалу | Якими ми були: оригінальний запис саундтреку Алан Бергман, Мерилін Бергман і Марвін Хемліш | Перемога   | [ 27 ]    |
| Міжнародний кінофестиваль Індії         | Найкраща жіноча роль                                                              | Барбра Стрейзанд                                                                           | Перемога   |           |
| Нагороди Національної ради рецензій     | Десятка найкращих фільмів                                                         | Десятка найкращих фільмів                                                                  | 9th Place  | [ 28 ]    |
| Премія Асоціації кінокритиків Туреччини | Найкращий іноземний фільм                                                         | Найкращий іноземний фільм                                                                  | 10th Place |           |
| Нагороди Гільдії письменників Америки   | Найкраща драма, написана безпосередньо для екрана                                 | Артур Лоранс                                                                               | Номінація  | [ 29 ]    |

## У масовій культурі
У фільмі-концерті Гілди Раднер «Gilda Live» її героїня Ліза Лупнер виконує «The Way We Were» на піаніно. Лупнер каже про фільм: «Йдеться про єврейську жінку з великим носом та її білявого хлопця, які переїжджають до Голлівуду, і це відбувається під час чорного списку, і це ставить напругу в їхні стосунки».
У «Сімпсонів» було три епізоди: один під назвою «The Way We Was» (вперше вийшов у ефір у 1991 році), «The Way We Werenn't» (вперше вийшов у ефір у 2004 році) та «The Wayz We Were» (вперше вийшов у ефір у 2021 році). хоча їхні сюжети не пов'язані з фільмом.
У першому сезоні серіалу «Дівчата Гілмор» Лорелей намагається розгадати найчорніший секрет Діна: він таємно хотів, щоб Роберт Редфорд кинув свою дружину та дітей заради Барбри Стрейзанд. Дін зізнається, що не бачив The Way We Were . В іншому епізоді серіалу «Дівчата Гілмор» Лорелей каже Сьюкі, що вона нагадує «The Way We Were», тому що вона приховала від Люка той факт, що обідала з Крістофером. У п'ятому сезоні серіалу «Дівчата Гілмор» Лорелей дзвонить Люку після того, як вони розлучилися, і каже йому, що вона думала про "The Way We Were ", і нагадала йому про те, як Кеті подзвонила Хаббеллу після того, як вони розлучилися, і попросила його посидіти з нею, тому що він був її найкращим другом, і вона потребувала свого найкращого друга.
У шоу «Друзі» Рейчел Грін назвала фільм «Якими ми були» найромантичнішим фільмом усіх часів.
У "Шоу тих 70-х " Кітті Форман каже, що фільм «Такими, якими ми були» був гарним після того, як Ерік пояснює сцену в «Зоряних війнах» .
У фільмі «Секс у великому місті» Керрі використовує «The Way We Were» як аналогію своїх стосунків із Бігом. Дівчата продовжують співати пісню фільму, а пізніше, коли Керрі натрапляє на Біга біля його заручин, вона цитує рядок із фільму.
У фільмі «Придурок» (The Jerk) Марі (Бернадетт Пітерс) ридає через припинення її стосунків, а п'яний Невін Джонсон (Стів Мартін) виписує чеки на 1,09 долара. Він дошкуляє їй і питає, чому вона плаче і чому на ній старе плаття з однієї з їхніх перших зустрічей. Вона відповідає: «Тому що я щойно почула пісню по радіо, яка нагадала мені про те, яким ми були». «Що це було?» він питає. Вона ридає у відповідь: «Якими ми були».
У першому епізоді сезону ситкому «Король Квінс» Дуг і Річі розмірковують над тим, щоб дивитися фільм "Якими ми були " на «Романському каналі», тому що вдень нічого не було на телебаченні.